# Повесть о Ерше Ершовиче
«По́весть о Ерше́ Ершо́виче, сы́не Щети́нникове» («Повесть про Ерша Ершовича Щетинникова», «Ёрш Ершович») — русская сатирическая повесть конца XVI — начала XVII века.

## Сюжет
В Ростовском озере идёт суд, собрались судьи из связанных водоёмов (Белуга, Осётр, Сом и другие). «Ростовского озера жильцы» крестьяне (в другом варианте текста они боярские дети) Лещ и Головль бьют челом на «лихого человека» Ерша.
Согласно словам Леща и Головля, Ёрш с семьёй «приволокся в зимную пору на ивовых санишках» «из вотчины своей, из Волги из Ветлужского поместья из Кузьмодемянского стану, Которостью-рекою» в Ростовское озеро, принадлежавшее предкам Леща и Головля с самого начала. Перед этим он «загрязнился и зачернился» во время кормления в Чёрной реке, впадающей в Оку против Дудина монастыря. (В других редакциях другие пути.) Попросившись у хозяев сначала переночевать, а потом на малое время пожить и покормиться, Ёрш так и остался, расплодился и выдал дочь за сына Вандыша. Вместе с сыновьями и женихом он вытеснил Леща и Головля из их вотчины и завладел озером.
Пристав Окунь доставил Ерша на суд. Ёрш заявил, что он знатного рода, «детишка боярский» (в некоторых вариантах текста он крестьянин), его знают многие важные люди в Москве, а озеро принадлежало ещё его деду; Лещ и Головль же были холопами его отца, а Ёрш отпустил их на волю. В голодные годы они жили в волжских затонах, а ныне вернулись.
Документов на озеро ни у кого не оказалось. Лещ и Головль заявили, что подтвердить принадлежность им озера могут свидетели: Лодуга, Сиг (Ряпушка) и Сельдь. Ёрш ответил, что все эти свидетели — родственники и компаньоны Леща. Окунь с понятыми доставил их на суд. Свидетели показали, что озеро принадлежит Лещу и Головлю, а Ёрш вор и обманщик, в Москве его действительно хорошо знают, но только «бражники и голыши». Свидетели указали, что с Ершом знакомы и судьи Осётр и Сом. Оказалось, что Ёрш обманом не пустил Осетра жировать в Ростовское озеро и погубил старшего брата Сома.
Судьи выдали Лещу с Головлем грамоту на владение озером, а Ерша отпустили жить при них крестьянином и наказали бить его нещадно кнутом по всем рыбьим бродам и омутам. В других редакциях Ерша решили засолить и повесить на солнце, а он обвинил судей во взяточничестве, плюнул им в глаза и скрылся в хворосте.

## История
Повесть написана в конце XVI века или в 1620—1640-х годах; судя по месту действия — в окрестностях Ростова. На одном из списков повести указана дата — 1597 год. А. М. Панченко указывал, что повесть возникла как отражение ставших весьма частыми после Смутного времени земельных тяжб. А. В. и Н. А. Астафьевы предполагали, что исторической основой повести могла быть история о тяжбе ростовских князей с наследниками ордынского царевича Петра, описанная в конце «Сказания о Петре, царевиче Ордынском».
«Повесть о Ерше Ершовиче» — одно из самых популярных сатирических произведений XVII века. Существует 4 основные редакции в более чем 30 списках XVII—XIX веков. Известны переделки: рифмованная скоморошина-прибаутка (небылица) конца XVII века, рассказывающая о поимке и съедении Ерша, лубок второй половины XVIII века, также повесть перешла в сказочный фольклор. По мнению В. В. Митрофановой, «сказка о Ерше утвердилась в устной традиции… путём многократных встреч сказителей с рукописными текстами разных редакций».
Василий Белов переложил повесть на современный лад: «Рыбацкая байка. Современный вариант сказки про Ерша Ершовича, сына Щетинникова, услышанный недалеко от Вологды, на Кубенском озере во время бесклевья».
В 1978 году в СССР создан мультфильм по мотивам повести — «Про Ерша Ершовича» режиссёра С. М. Соколова.

## Характеристика
Повесть написана в форме судного дела. В ней пародируется русское судопроизводство XVI—XVII веков, его процедуры и язык даны с иронией. Комический эффект создаёт и сочетание в персонажах социальной характеристики и рыбьих признаков; этим приёмом в дальнейшем пользовался в сатирических сказках М. Е. Салтыков-Щедрин. Для повести характерна игра слов.
Повесть не имеет социальной направленности. Автор не осуждает Ерша, причём сочувственное отношение к нему усиливается в более поздних редакциях повести. Ёрш смел и предприимчив, в отличие от глуповатых, несообразительных истцов, судей и свидетелей. Произведение родственно сказочному животному эпосу, указывали на параллели между Ершом и хитрой лисицей русских сказок.
Каждая редакция повести при общем сюжете, по языку и художественной организации текста вполне самостоятельна. Если в первой редакции сильно подражание официальному документу, то во второй больше внимания уделено звучанию текста (ритм, рифма, парономазия, тавтология и т. п.)

## Издания
Повесть
- Повесть о Ерше Ершовиче Архивная копия от 7 февраля 2011 на Wayback Machine / Подготовка текста и примечания А. М. Панченко // Изборник (Сборник произведений литературы Древней Руси). — М.: Художественная литература, 1969. — С. 581—588, 777—778 (прим.) — (Библиотека всемирной литературы).
- Русская демократическая сатира XVII века / Подготовка текстов, статьи и комментарии В. П. Адриановой-Перетц. — 2-е изд. — М., 1977. — С. 7—16, 143—147, 168—174.
- Повесть о Ерше Ершовиче / Перевод Т. А. Ивановой, Ю. С. Сорокина; комментарии Л. А. Дмитриева, Н. В. Понырко / Изборник. — 1986. — С. 318—321, 436—437.
- Повесть о Ерше Ершовиче / Подг. текста и комм. А. М. Панченко / Памятники литературы Древней Руси: XVII век. — М., 1989. — Кн. 2. — С. 176—181, 602—603.

Сказка
- Сказка о Ерше Ершовиче, сыне Щетинникове: № 77-80, 556 // Народные русские сказки А. Н. Афанасьева: В 3 т. — М.: Наука, 1984—1985. — (Литературные памятники). — Т. 1. — 1984. — С. 90—102; Т. 3. — 1985. — С. 221—222.